# Dari Taylor
Dari Jean Taylor wcześniej Dari Jean Jones (ur. 13 grudnia 1944 w Rhondda) – brytyjska polityczka Partii Pracy, deputowana Izby Gmin, córka Dana.

## Działalność polityczna
W okresie od 1 maja 1997 do 12 kwietnia 2010 reprezentowała okręg wyborczy Stockton South w brytyjskiej Izbie Gmin.